# Хосе Марія Обандо
Хосе Марія Рамон Обандо дель-Кампо (ісп. José María Ramón Obando del Campo; 8 серпня 1795 — 29 квітня 1861) — колумбійський військовик і державний діяч, двічі обіймав посаду президента Республіки Нова Гранада.

## Біографія
Народився 1795 року в Корінто. Його мати була одиначкою, але в ті часи церковна влада не дозволяла матерям-одиначкам виховувати дітей, тому в дворічному віці Хосе віддали до креольської родини. Оскільки його нові батьки були роялістами, після революційних подій у Новій Гранаді їм довелось 1811 року тікати на південь до Пасто.
Там Хосе Марія Обандо вступив до лав армії генерала Себастьяна де ла Кальсада, й 1819 року на боці роялістів бився проти Сімона Болівара. 1822 року він перейшов на інший бік і почав робити кар'єру в армії революціонерів.
1826 року генерал Сантандер призначив Обандо військовим і цивільним керівником Пасто, а Болівар присвоїв йому звання полковника, втім 1827 року Обандо вийшов у відставку.
1828 року Болівар оголосив себе диктатором і видав нову конституцію, спрямовану на створення централізованої держави. У відповідь Обандо разом з генералом Хосе Іларіо Лопесом підбурили повстання в Тімбіо. 12 листопада 1828 року їхні війська захопили Попаян, змусивши Болівара підписати з ними угоду, відповідно до якої Обандо став генералом і був призначений на посаду генерал-коменданта Кауки.
1830 року Болівар пішов у відставку з посту президента. Політичний вакуум призвів у вересні того ж року до перевороту, здійсненого генералом Урданетою. 10 листопада 1830 року Обандо зібрав у Бузі Асамблею, яка закликала до боротьби проти диктатури. В лютому 1831 року об'єднані сили Обандо й Лопеса перейшли в наступ, після чого Урданета погодився на мирні перемовини, повернувши наприкінці квітня владу законному президенту.
Політична нестабільність призвела до розпаду Великої Колумбії, й 15 листопада 1831 року було скликано Конституційну асамблею, метою якої було створення конституції для території, що була департаментом Кундінамарка в складі колишньої Великої Колумбії. На час формування основного закону Асамблея вирішила створити тимчасовий уряд й обрала Обандо віцепрезидентом. У зв'язку з тим, що президента на той момент не було, Хосе Марія почав виконувати його обов'язки. У статусі виконувача обов'язків Обандо 29 лютого 1832 року впровадив у дію нову конституцію; відповідно до неї назву держави було змінено на Республіку Нова Гранада. Конституційна асамблея також обрала президентом Франсіско Сантандера, втім, оскільки той перебував у вигнанні в Нью-Йорку, то влада залишилась у руках Обандо. На перших офіційних виборах він знову балотувався на пост віцепрезидента, та виборці вирішили, що краще той пост віддати цивільній особі, й 10 березня 1832 року Обандо передав повноваження Хосе Ігнасіо де Маркесу, а сам став міністром оборони.
Конгрес новоствореної держави Еквадор видав декрет про анексію провінції Каука. У відповідь Асамблея Нової Гранади видала декрет про територіальну цілісність і відрядила генерала Лопеса на еквадорський фронт. Лопес зумів захистити провінції Чоко та Попаян, однак Каука й Буенавентура залишились у руках еквадорців. Маркес був змушений відрядити на південь ще й Обандо з 1500 вояками; тим силам удалось зайняти Попаян і Пасто.
На президентських виборах 1837 року Обандо здобув 536 голосів виборців, а Маркес — 616. Відсутність значної переваги у переможця змусила передати питання на розгляд Конгресу, де «федералісти», які не підтримували проболіваріанських поглядів Обандо, віддали перевагу Маркесу.
1839 року Конгрес видав закон про ліквідацію дрібних церковних володінь у провінції Пасто, що призвело до народного повстання. Обандо, який жив приватним життям, спробував залишитись осторонь, і навіть виїхав до Боготи, втім один із заарештованих повстанців — колишній солдат Обандо — надав свідчення, що саме Обандо віддав 1830 року наказ про вбивство Антоніо Хосе де Сукре, й на підставі тих свідчень суд Пасто видав ордер на арешт Обандо. Справа явно видавалась політичною (Обандо був найпопулярнішим кандидатом на майбутніх президентських виборах), тому Обандо повернувся до Пасто, де підбурив повстання, оголосивши себе «вищим воєначальником у Пасто, головнокомандувачем армії відновлення порядку й захисником релігії Христа». Його заклик до повернення до цінностей федералізму широко поширився країною, та невдовзі 12 з 20 провінцій Нової Гранади контролювались людьми, які також узяли собі титули «вищих начальників», через що той конфлікт набув відомості як «Війна Вищих» (ісп. guerra de los Supremos). Однак «Вищі» бились кожен за себе, й тому уряд зумів вистояти. За допомогою старого ворога Обандо — еквадорського президента Флореса — повстання Обандо було придушено. Втративши лідера, інші «Вищі» також один за одним зазнали нищівної поразки.
Обандо втік до Перу, де його гарно прийняв президент Торріко, втім невдовзі того було повалено Хуаном Франсіско де Відалем, адміністрація якого вирішила задовольнити новогранадський запит на екстрадицію Обандо. Тоді останній утік до Чилі під захист президента Мануеля Бульнеса.
1 січня 1849 року президент Нової Гранади Москера оголосив амністію для тих, кого було звинувачено в політичних злочинах. 13 березня Обандо повернувся до Нової Гранади. Невдовзі на пост президента країни було обрано його старовинного соратника Лопеса, який призначив Обандо губернатором провінції Картахена-де-Індіас. За рік Обандо повернувся до столиці, де був обраний до Палати представників від провінції Богота.
Перед президентськими виборами 1853 року Колумбійська ліберальна партія розкололась на три фракції, одна з яких висунула Обандо своїм кандидатом у президенти. Колумбійська консервативна партія не виставила на тих виборах свого кандидата, й Обандо переміг, здобувши 1 548 голосів. Ставши президентом, Обандо передусім запровадив у дію нову Конституцію (розроблену ще 1851 року), що була революційною для Латинської Америки — вона скасовувала рабство, запроваджувала прямі вибори всіх рівнів влади, проголошувала свободу совісті, відокремлювала церкву від держави тощо.
Тим часом країна розкололась ще й з економічних причин: промисловці вимагали збільшення імпортних тарифів, щоб стимулювати внутрішнє виробництво, натомість представники торгового капіталу цьому перешкоджали. Обандо підтримав промисловців і втратив підтримку торговців, які переважали в столиці (в тому числі й підтримку всередині власної партії). 17 квітня 1854 року до президента Обандо прибув командувач армії провінції Кундінамарка генерал Хосе Марія Мело та закликав його розпустити уряд і запровадити диктатуру, щоб навести лад у країні. Обандо, який все життя боровся проти диктатур, відмовився, був усунутий від свого посту та взятий під арешт разом із більшістю свого кабінету та багатьма конгресменами. Віцепрезидент Хосе де Обальдія, який утік до Ібаге, очоливши уряд у вигнанні. Конгрес, що зібрався там же 22 вересня 1854 року оголосив Обандо імпічмент за нездатність попередити переворот и формально усунув його від влади, визнавши Обальдію в. о. президента до кінця його терміну.
1860 року Обандо був звинувачений у придушенні революції в провінції Каука та страчений.